# الیگودرز
اَلیگودَرز مرکز شهرستان الیگودرز و در شرق استان لرستان و با جمعیت ۹۰٬۷۹۹ در سال ۱۳۹۵ بعد از خرم‌آباد، بروجرد و دورود و کوهدشت پنجمین شهر پرجمعیت لرستان است. شهر الیگودرز در دامنه کوهستانی و با آب و هوایی سرد در زمستان و مطلوب و معتدل در بهار و تابستان شرق استان لرستان است؛ همچنین، از شهرهای مرتفع و مناطق سردسیر ایران است. دیرینگی آن به بیش از ۷۰۰ سال می‌رسد. شهر الیگودرز دومین شهر فرمانداری ویژه استان لرستان است. این شهر به دلیل موقعیت جغرافیایی یکی از شاه راه‌های جاده ای استان لرستان است. الیگودرز بخاطر داشتن مراکز درمانی، مراکز آموزش عالی و امکانات شهری مناسب در استان لرستان از اهمیت زیادی برخوردار است الیگودرز در گذشته از چهار محلهٔ ورزندان، مجیان، ده تیرانی و ده محمدرضا تشکیل شده بود هرچند که توسعه اخیر شهر این مرز بندی را نامحسوس کرده است. این شهر از سال ۱۳۳۹ در مجلس شورای ملی نماینده دارد.
بر اساس مستندات سازمان شهرداری‌ها و دهیاری‌های کشور، شهرداری الیگودرز از سال ۱۳۱۴ خورشیدی تأسیس شده و در سال ۱۴۰۱، درجه شهرداری این شهر ۸ بوده است.

## تاریخ

### ریشهٔ نام
در نام‌گذاری الیگودرز روایت‌های گوناگونی وجود دارد. از آن جمله، روایت ساکنان بومی شهر است. بر مبنای این روایت، واژه الیگودرز، ترکیبی از واژه آل به معنی خاندان و گودرز است. بر این اساس مردم الیگودرز خود را به گودرز پهلوان یکی از شخصیت‌های معروف شاهنامه نسبت می‌دهند که با گذشت زمان، ترکیب آل گودرز کم‌کم به الیگودرز تبدیل شد. وجود طایفه گودرزی در این شهر، این باور را تشدید کرده است و نیز در کتاب زبدة التواریخ جمال الدین عبدالله کاشانی اشاره ای به این منطقه شده است که در دوران اتابکان لرستان شاه رستم فرزندی به نام گودرز داشته است و گودرز صاحب دو فرزند بوده به نام مسلم و دیگری به نام علی که حکومت منطقه اشترینان را به مسلم داده و حکومت منطقه الیگودرز را به علی این احتمال نیز وجود دارد که نام این شهر از علی فرزند گودرز گرفته شده باشد. نشانه‌های تاریخی نشان می‌دهد که در محدوده شهر الیگودرز در حدود هفده قرن پیش از میلاد، تمدن‌هایی وجود داشته است. البته در تپه‌های شمال غربی آثاری کشف شده است که به دوران پیش از اشکانیان و هخامنشیان تعلق دارد.
برخی دیگر نیز وجه تسمیه آن را از واژه آلیورز یا آل ورز دانسته‌اند. در گذشته این منطقه بخش عمده‌ای از گندم غرب ایران را تولید می‌کرد و به خاطر پربار بودن محصول گندم‌ها به رنگ قرمز درمی‌آمدند به همین خاطر عده‌ای معتقدند این نام ترکیبی از کلمهٔ آل به معنای قرمز و ورز به معنای کشت است. همچنین این نام را آمیزه‌ای از دو واژه اَل به معنای عقاب و گودرز دانسته‌اند.
بهترین وجه تسمیه‌ای که با توجه به آواشناسی و تاریخ و همچنین مستندات کشف شده از مکان‌هایی مانند روستای گورچین بر نام این شهر مرتب است، واژهٔ (آل گودرز) است، یعنی مکانی که آل و خاندان گودرز که احتمالاً منظور همان گودرز کشواد است، در این مکان ساکن بوده‌اند.

### دیرینگی
از تاریخ الیگودرز اطلاع دقیق و کاملی در دست نیست اما از شواهد و ساختمان‌های ساخته شده در این شهر این‌گونه به نظر می‌رسد که تاریخ این شهر بیش از ۷۰۰ سال نیست. شهری که هفتصد سال قدمت تاریخی دارد و به روایتی شهر گیو گودرز و قلعه‌های باستانی است. اگر چه آثار قلاع معروف آن از بین رفته، لیکن هنوز کهنسالانش از قلعه‌هایی همچون قلاع تیرانی، قلاع موسی، قلاع کاظم‌آباد در آن یاد می‌کنند. گفته می‌شود که الیگودرز در قدیم بافت شهری منظم داشته است که بقایایی از آن از قبیل آجرهای مکعب مستطیل و ظروف سفالی و فلزی (در قرن هفتم هجری) در کوه‌ها و و تپه‌های الیگودرز به دست آمده است، که در زمین‌لرزه سال ۱۲۸۲ در دشت سیلاخور که طبق آمار مرکز ژئوفیزیک دانشگاه تهران بزرگ‌ترین زلزله ثبت شده و به قدرت تقریبی ۸ ریشتر بوده به ویرانه‌ای تبدیل گردیده است که به مرور زمان و با مهاجرت گسترده عشایر و روستاییان اطراف سبب توسعه نامنظم این شهر شد.
بر اساس مدارک به دست آمده از حفاری‌های قلعه مندیش و تپه‌های اطراف شهر قدمت شهر فعلی الیگودرز به بیش از هفتصد سال پیش می‌رسد. مردم الیگودرز، مذهب شیعه قدیم (علوی) داشته‌اند و خانقاه آن، مرکز تعلیمات دینی قزلباشان و درویشان بوده است، همچنین شاه اسماعیل صفوی در یکی از سفرهای خود از این خانقاه دیدن کرده است.
عامل اصلی تشکیل هسته اولیه شهر الیگودرز، وجود رودخانه‌ها، قنات‌ها و چشمه‌ها بوده است. عامل دیگر برای ایجاد و گسترش این شهر، موقعیت ارتباطی آن بوده است؛ به گونه‌ای که یکی از راه‌های مهم اصفهان به غرب کشور از فریدن، الیگودرز، گاپله و بروجرد می‌گذشت. در نهایت متصل شدن نواحی بختیاری به فلات مرکزی ایران (اراک، خمین، گلپایگان و خوانسار) نیز، توسط این منطقه بر اهمیت شهر الیگودرز افزوده است. شهر الیگودرز قبلاً زیر نظر گلپایگان و سپس بروجرد بوده است ولی در سال ۱۳۲۷ با تأسیس فرمانداری الیگودرز شهر الیگودرز به عنوان مرکز شهرستان الیگودرز انتخاب شد.
همچنین تپه تاریخی (تپه روباه) این شهرستان به دههٔ ۵ قبل از میلاد بر می‌گردد. این تپه با شماره ثبت ملی: ۱۱۷۶۵ در تاریخ: ۱۳۸۴/۰۳/۰۴ در فهرست آثار ملی ایران ثبت شده است.

## موقعیت جغرافیایی
الیگودرز بین ۴۹ درجه و ۴۲ دقیقه طول شرقی و ۳۳ درجه و ۲۴ دقیقه عرض شمالی واقع شده است. از دیدگاه موقعیت نسبی، الیگودرز در نیمه شمالی شهرستان قرار گرفته است. این شهر از طریق محور شمالی با شهرهای خمین، محلات، اراک و از طریق محور جنوبی با شهرهای دزفول و فریدون‌شهر و کوهرنگ، از طریق محور شرقی با شهرهای داران، گلپایگان و خوانسار و از طریق محور غرب و شمال غربی نیز با شهرهای ازنا، دورود، شازند، بروجرد و خرم‌آباد ارتباط دارد.

### راه‌های ارتباطی
شهر الیگودرز از خرم‌آباد ۱۳۵ کیلومتر از اراک ۱۲۷ کیلومتر، از اصفهان ۲۱۰ کیلومتر و از تهران ۳۸۰ کیلومتر فاصله دارد. این شهر از نظر موقعیت ارتباطی نسبت به محورهای استانی، از اهمیت ویژه‌ای برخوردار است.

## جاذبه‌های گردشگری و جهانگردی

### گردشگری
الیگودرز مکان‌های تفریحی بسیاری دارد؛ پیست اسکی تمندر الیگودرز در حال ساخت، دهکده گردشگری سد حوضیان، آبشار آب‌سفید، هفت چشمه روستای گشان، باغات و مناظر بکر گیلان، چشمه عسلی، مزراع بید، دشت لاله‌های واژگون زرد گشان، شکارگاه دره جری، دریاچه شط تمی، دریاچه سد خان آباد، چشمه آسار و سراب شاهمکان در منطقه شول‌آباد، رود و دریاچه سده حوضیان، رودخانه ماهیچال، طبیعت قالی کوه، رودخانه مور زری در بخش ذلقی، غار تمندر، جنگلهای بلوط و گردو و سرچشمه دورک، گایکان، دره دورک، دشت لاله‌های واژگون در روستای دالانی، دره دایی، دره حیدر، کیگوران از آن جمله هستند و همچنین روستای چقاگرگ که از قدیمی‌ترین روستاهای بربرود است و تپه خلیل خان آسترکی در آن قرار دارد. در شمال این شهر بقایای قلعه مندیش و در جنوب غربی و شرقی این شهر تپه‌های تاریخی وجود دارند، همچنین در ضلع جنوبی شهر پارک جنگلی بنفشه روی تپه یال احداث شده است. شهرستان الیگودرز معروف است به شهر آبشار‌ها و لاله‌های واژگون، که یکی از بهترین شهرهای ایران ازلحاظ گردشگری و توریسم است. بزرگ‌ترین دشت لاله‌های واژگون جهان در شهرستان الیگودرز قرار دارند.

### موقعیت طبیعی

دامنه جنوبی قالی کوه دالانی

الیگودرز در ناحیه کوهستانی زاگرس مرکزی قرار گرفته است و نزدیک به ۲٬۱۰۰ متر از سطح دریا ارتفاع دارد و در امتداد شرق به غرب کشیده شده است. در ضلع شمالی و جنوبی شهر اراضی ناهموار با ارتفاعات و قله‌های متعدد پراکنده‌اند به همین دلیل نیز از آب وهوای بسیار سرد کوهپایه‌ای برخوردار است.

### صنایع دستی و ره‌آورد
صنایع دستی الیگودرز شامل هنرهای سرامیکی، قالی بافی، منبت کاری، سیم بافی، معرق‌کاری، گلیم بافی و جاجیم بافی می‌شود. این شهر منابع غنی معادن سنگ مرمر کبالت منیزیم گرانیت چینی کریستال سرامیک و روی دارد. عسل و کشکِ محلی از محصولات عمده این شهرستان است که از این فراورده‌ها به عنوان سوغات الیگودرز نیز یاد می‌شود.

### آبشارهای الیگودرز
- آبشار آب‌سفید
- آبشار چکان[۱۰]
- آبشار کیگوران
- آبشار وارگ
- آبشار برنجه
- آبشار تیندر
- آبشار لوچ
- آبشارهای دورک
- آبشار چونگ شنه
- آبشار دره ماهی
- آبشار مبارک‌آباد

### رودخانه‌های الیگودرز
- رودخانه بختیاری
- رودخانه حوضیان
- رودخانه سزار

### مهم‌ترین ارتفاعات
کوه سیاه، کوه سفید، کوه ریواس، کوه میال، مندیش، سیاتیر، امیر کوه، ارتفاعات باجگیران و به علاوه در اطراف شهر کوه‌های دیگری نیز پراکنده‌اند که مهم‌ترین آن‌ها عبارتند از: چهل گز در شمال شرقی، علی بلاغی در شمال و کمربسته در شمال شرقی و همچنین از کوه‌های دورتر از شهر می‌توان به قالی کوه و تمندر اشاره کرد.